# 1858 a vasúti közlekedésben
Ez a szócikk a 1858-ban történt vasúti eseményeket mutatja be.

## Események Magyarországon
- Április 24. - Megnyílik a Püspökladány–Nagyvárad vasútvonal. Tulajdonosa a Tiszavidéki Vasút, hossza 68 kilométer.[1]
- Szeptember 23. - Aláírják a Déli Vasút engedélyokiratát.[1]
- Október 25. - Megnyílik a Debrecen–Miskolc vasútvonal. Tulajdonosa a Tiszavidéki Vasút, hossza 136 kilométer.[1]
- December 11. - A Déli Vasút egyesül a Ferenc József Keleti Vasúttal.[2]